# Taschentrompete

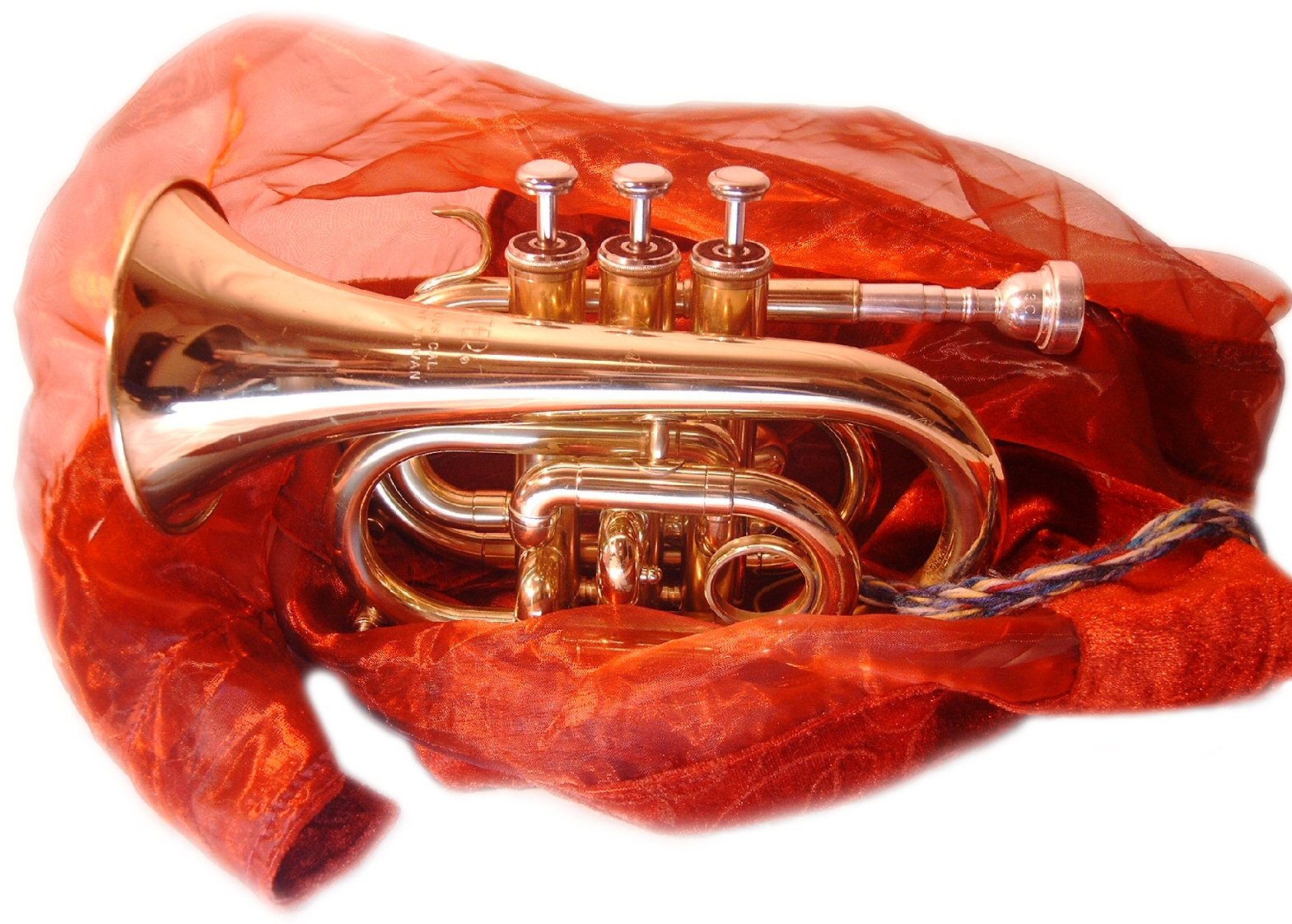
Taschentrompete (ca. 25 cm Länge)

Eine Taschentrompete entspricht von der Rohrlänge (mit Mundstück 140 cm) – also auch von der Grundstimmung – einer normalen Trompete, ist aber kompakter gebaut (häufigere Rohrwindungen) und deshalb nicht zu verwechseln mit der ähnlich kleinen Piccolotrompete: 
Während die Baulänge einer normalen Trompete ca. 49 cm ist (55 cm mit Mundstück), erreicht eine Taschentrompete nur ca. 22 cm (25 cm mit Mundstück). Dadurch ist sie besonders transportabel und als Anfängerinstrument für Kinder gut geeignet. Normale Trompeten bewirken bei Kindern einen großen Gewichtshebel nach unten, der von jenen mit gestreckten Armen schlecht kräftemäßig stabilisiert werden kann, so dass sie die normale Trompete tendenziell schräg nach unten spielen, was für den Aufbau des Ansatzes schlecht ist. Dieses Hebelproblem wird durch die Taschentrompete getilgt, weil das Gesamtgewicht mit kurzem Hebel nahe am Körper ist.
Nachteilig ist bei manchen Modellen, dass während des Spielens die Rohrlänge am ersten und vor allem dritten Ventil – anders als bei konventionellen Trompeten – nicht verändert werden kann, was zu Intonationsproblemen führen kann.
Das Schallstück von Taschentrompeten ist deutlich kleiner ausgeformt als bei Normaltrompeten und wird auf die Gesamtlänge gesehen früher konisch, was sich wiederum auf den Klang auswirkt. Die Mensur entspricht eher der eines Kornetts. Die Ventile können als Pumpventile oder Drehventile ausgeführt sein. Die durch die kompakte Bauweise bedingten häufigeren Rohrwindungen erhöhen leicht den Blaswiderstand und lassen schneller Kondenswasser durch Luft- bzw. Atemfeuchtigkeit entstehen, so dass beim Spielen häufiger als bei normalen Trompeten entwässert werden muss.

## Bekannte Musiker
- Boris Vian (1920–1959)[3]
- Don Cherry (1936–1995)[4]
- Shamarr Allen[5][6]